# 새미리 수영복
새미리 수영복(새미리 水泳服)은 새미 리가 미국 대표로 올림픽 경기에 출전하면서 착용한 운동복, 모자와 수영복이다. 2010년 한국인들에게 자신의 활동상을 알리기 위해 독립기념관에 직접 기증했다. 2012년 8월 13일 대한민국의 등록문화재 제501호로 지정되었다.

## 개요
새미 리(1920 ~ 2016)는 런던올림픽(1948년)과 헬싱키올림픽(1952년)에서 수영 남자 10미터 하이다이빙에서 금메달을 차지한 한국계 미국인 스포츠 영웅으로, 1953년~1955년에는 미8군 군의관으로 근무하면서 이필중, 조창제, 송재웅 등 다이빙 선수를 지도하고, 1964년 동경올림픽에서 한국선수들을 지도하기도 하였다.
한국인의 위상을 세계에 빛내고, 한국의 체육발전을 위해 헌신한 새미리의 업적을 확인할 수 있는 유물로 역사적 가치가 있는 유물이다.

## 같이 보기
- 새미 리

## 참고 문헌
- 새미리 수영복 - 국가유산청 국가유산포털